# Рут Пламлі Томпсон
Рут Пламлі Томпсон (англ. Ruth Plumly Thompson; 27 липня 1891 року — 6 квітня 1976 року) — американська дитяча письменниця, найбільш відома як авторка багатьох романів, дія яких відбувається в Оз, вигаданій країні з книги Френка Баума «Чарівник із країни Оз».

## Життя і творчість
Рут Томпсон народилася у Філадельфії, штат Пенсільванія. Письменницьку кар'єру почала в 1914 році, влаштувавшись на роботу до філадельфійської щоденної газети Public Ledger, де вела щотижневу дитячу колонку. Вона вже випустила свою першу дитячу книжку The Perhappsy Chaps, а її друга книга The Princess of Cozytown мала вийти у друк, коли Вільям Лі, віце-президент видавництва Баума Рейлі і Лі, вибрав Томпсон продовжувати писати серію про країну Оз (чутки серед шанувальників, що Томпсон була племінницею Баума були помилковими). У проміжку з 1921 до 1939 року вона щороку писала одну книгу про Оз, адже Рут дбала про свою овдовілу матір та хвору сестру, тож стабільний річний дохід від книг про країну Оз був важливий.
Внесок Томпсон до серії про країну Оз є живим і багатим, із широким вибором яскравих і незвичайних персонажів. Утім, одна конкретна тема повторюється знову і знову в усіх її романах з невеликими варіаціями: як правило, в кожній книзі дитина (зазвичай з Америки) і надприродний компаньйон (зазвичай балакаюча тварина), під час подорожі країною Оз чи одним із сусідніх регіонів, опиняються у якійсь невідомій спільноті, де жителі займаються якоюсь однією справою. Мешканці цієї громади захоплюють мандрівників у полон і змушують їх брати участь у цій діяльності.
Іншою основною темою є наявність старших персонажів — найбільш суперечливою зміною є омолодження Доброї відьми Півночі до «шлюбного віку», можливо тому, що Томпсон сама так ніколи і не вийшла заміж. У неї була велика схильність до змальовування романтичних любовних історій (що Баум, як правило, уникав у своїх казках). Тоді як у Баума головними персонажами були переважно дівчатка, у Томпсон це були переважно хлопчики. Вона більше використовувала гумор, і завжди вважала, що її робота призначена саме для дітей, тоді як Баум, зважаючи на дитячу аудиторію в першу чергу, знав, що його читають усі покоління[джерело?]
Остання книга Томпсон про країну Оз — «Зачарований острів країни Оз» (1976) — первинно не планувалася як книга із серії.

## Книги із серії про країну Оз
- 1921: «Королівська книга країни Оз»
- 1922: «Кабумпо в країні Оз»
- 1923: «Боягузливий Лев із країни Оз»
- 1924: «Дід у країні Оз»
- 1925: «Втрачений Король із країни Оз»
- 1926: «Голодний Тигр із країни Оз»
- 1927: «Король гномів із країни Оз»
- 1928: «Гігантський Кінь із країни Оз»
- 1929: «Гарбузоголовий Джек із країни Оз»
- 1930: «Жовтий Лицар із країни Оз»
- 1931: «Пірати в країні Оз»
- 1932: «Фіолетовий Принц із країни Оз»
- 1933: «Оджо в країні Оз»
- 1934: «Спіді в країні Оз»
- 1935: «Чарівний Кінь із країни Оз»
- 1936: «Капітан Солт у країні Оз»
- 1937: «Мастак Менді в країні Оз»
- 1938: «Срібна Принцеса в країні Оз»
- 1939: «Озопланування з Чарівником із країни Оз»
- 1972: «Янкі в країні Оз»
- 1976: «Зачарований острів країни Оз»

Коротка збірка віршів Томпсон «Веселі громадяни країни Оз» була опублікована 1992 року.

## Книги не з серії про країну Оз
- The Perhappsy Chaps, P.F. Volland Co. (1918)
- The Princess of Cozytown, P.F. Volland Co. (1922)
- The Curious Cruise of Captain Santa, Reilly & Lee (1926)
- King Kojo, illustrated by Marge, Donald MacKay (1938)
- The Wizard of Way-Up and Other Wonders, International Wizard of Oz Club (1985), edited by James E. Haff and Douglas G. Greene
- Sissajig and Other Surprises, International Wizard of Oz Club (2003), edited by Ruth Berman and Douglas G. Greene